# Rod Fanni
Rod Fanni (* 6. prosince 1981 Martigues) je bývalý francouzský profesionální fotbalista, který hrával na pozici pravého obránce. Svoji hráčskou kariéru ukončil v roce 2021 v kanadském Montréalu.
Mezi lety 2008 a 2010 odehrál také 5 utkání v dresu francouzské reprezentaci.

## Úspěchy
- Tým roku Ligue 1 podle UNFP – 2008/09,[3] 2009/10[4]